# Regularna velika loža Portugala
Legalna/Regularna velika loža Portugala, formalnog naziva Legalna velika loža Portugala / Regularna velika loža Portugala (port. Grande Loja Legal de Portugal / Grande Loja Regular de Portugal), skraćeno GLLP/GLRP, je regularna slobodnozidarska velika loža u Portugalu. Osnovana je 1991. godine uz pomoć Nacionalne velike lože Francuske.
Zbog prilično glomazno punog naziva, koji postoji uglavnom iz pravnih razloga, ova velika loža je na engleskom jeziku poznata jednostavno kao (Legal) Regular Grand Lodge of Portugal, u prijevodu (Legalna) Regularna velika loža Portugala. Ovakav naziv koriste Velika loža Škotske i Ujedinjena velika loža Engleske.

## Povijest
Nakon demokratskih promjena, koje su uslijedile nakon Revolucije karanfila u travnju 1974. godine, stvaraju se uvjeti za obnovu slobodnog zidarstva u Portugalu. Tijekom 1980-ih Nacionalna velika loža Francuske osnovala je nekoliko loža u Portugalu. Godine 1985. portugalske lože formirale su Portugalsku pokrajinu Nacionalne velike lože Francuske (Distrito Português da Grande Loja Nacional de França) kao pokrajinsku ložu u sastavu Nacionalne velike lože Francuske.
Loža "Fernando Pessoa" osnovana je 1987. godine. Loža "Meštar Afonso Domingues", peta po redu, osnovana je 1990. godine.
Dekretom Nacionalne velike lože Francuske broj 762 od 29. lipnja 1991. godine uspostavljena je Regularna velika loža Portugala (Grande Loja Regular de Portugal, GLRP) iz Portugalske pokrajine, a za prvog velikog majstora izabran je Fernando Teixeira. Nakon toga osnovana je i portugalska udruga 15. srpnja 1991. u Lisabonu.
Loža "Alengarbe" br. 24 osnovana je 1995. godine u Albufeiri, Algarve.
Nakon spora oko zakonitosti izbora Luisa Nandina de Carvalha za velikog majstora u rujnu 1996. godine strana koja je osporavala izbor, oko 400 članova predvođenih Joséom Bragom Gonçalvesom, je na silu preuzela kontrolu nad udrugom pod kojom je velika loža legalno postojala, zauzimajući središnjicu i zaplijenila svu arhivu. Ovaj "puč" je prisilio veliku većinu članova, koji su podržali de Carvalha, da osnuje novu udrugu pod formalnim nazivom Legalna velika loža Portugala / Regularna velika loža Portugala (Grande Loja Legal de Portugal / Grande Loja Regular de Portugal), skraćeno Legalna/Regularna velika loža Portugala. Tako da (Legalna) Regularna velika loža Portugala sebe smatra potpunom vezom s velikom ložom osnovanom 1991. godine i nepovezanom s tijelom koje ima zakonsko vlasništvo nad izvornim imenom, a koje smatra tajnom organizacijom. Nakon toga Nacionalna velika loža Francuske uskratila je priznanje Regularnoj velikoj loži, te priznala Legalnu Regularnu veliku ložu, a isto su slijedile i tri izvorne i najstarije velike lože u slobodnom zidarstvu, Ujedinjena velika loža Engleske, Velika loža Irske i Velika loža Škotske.
Godine 2001. osnovane su Loža "Excalibur" br. 46 i istraživačka Loža "Pisani Burnay" br. 48. Sljedeće, 2002., godine osnovana je Loža "Žilavost", instrukcijska loža za sve obrede plave lože koji se rade u Legalnoj Regularnoj velikoj loži. Godine 2003. osnovana je Loža "Strogost" br. 57. Godine 2009. osnovana je Loža "João Gonçalves Zarco" br. 71.
Godine 2009. portugalska velika loža je od svojih loža u Mozambiku uspostavila Veliku ložu Mozambika.

## Ustroj
Sjedište Legalne/Regularne velike lože Portugala je u Lisabonu.

### Lože
Godine 2009. pod zaštitom Legalne Regularne velike lože Portugala rade sljedeće masonske lože:
- Loža "Fernando Pessoa" (Loja Fernando Pessoa) br. 1 – nosi naziv po pjesniku Fernandu Pessoi.
- Loža "Luka Gral" (Loja Porto do Graal) br. 2
- Loža "Europa" (Loja Europa) br. 3 – nosi naziv po kontinentu Europa.
- Loža "General Gomes Freire de Andrade" (Loja General Gomes Freire de Andrade) br. 4 – nosi naziv po feldmaršalu Gomesu Freiri de Andradi.
- Loža "Meštar Afonso Domingues" (Loja Mestre Afonso Domingues) br. 5 – nosi naziv po Afonsu Dominguesu, arhitekti iz 14. stoljeća; osnovana pod zaštitom Nacionalne velike lože Francuske.[14]
- Loža "Jean Mons" (Loja Jean Mons) br. 6
- Loža "Jutarnja zvijezda" (Loja Estrela da Manhã) br. 7 – nosi naziv po planetu Venera.
- Loža "Peto carstvo" (Loja Quinto Império) br. 8 – nosi naziv po Petom Carstvu, mesijansko-milenijalističkom vjerovanju u Portugalu.
- Loža "Bratstvo" (Loja Fraternidade) br. 9
- Loža "Bocage" (Loja Bocage) br. 10 – nosi naziv po pjesniku Manuelu Mariji Barbosi du Bocage.
- Loža "Brasília" (Loja Brasília) br. 11 – nosi naziv po Brasiliji, glavnom gradu Brazila.
- Loža "André Roux" (Loja André Roux) br. 12 – ova instrukcijska loža za Škotski obred nosi naziv po francuskom masonu Andréi Rouxu, bivšem velikom majstoru Nacionalne velike lože Francuske.
- Loža "Luzitanija" (Loja Lusitânia) br. 14 – nosi naziv po Luzitaniji, rimskoj provinciji koja je obuhvaćala gotovo cijeli današnji Portugal.
- Loža "Luís de Camões" (Loja Luís de Camões) br. 15 – nosi naziv po književniku Luísu de Camõesu.
- Loža "Anderson" (Loja Anderson) br. 16 – nosi naziv po škotskom piscu i masonu James Anderson, koautoru Konstitucije iz 1723. godine
- Loža "Sveti Mihael" (Loja São Miguel) br. 17 – nosi naziv po arkanđelu Mihaelu.
- Loža "Egas Moniz" (Loja Egas Moniz) br. 18 – nosi naziv po plemiću Egasu Monizu iz razdoblja Grofovije Portugal.
- Loža "Markiz od Pombala" (Loja Marquês de Pombal) br. 19 – nosi naziv po državniku Sebastiãu Joséu de Carvalhu e Melu, prvom markizu od Pombala.
- Loža "Francuska" (Loja França) br. 20 – nosi naziv po državi Francuska.
- Loža "Svjetlost sjevera" (Loja Luz do Norte) br. 21
- Loža "Egitanija " (Loja Egitânia) br. 22 – nosi naziv po rimskom gradu Egitânia pored današnjeg grada Idanha-a-Velha.
- Loža "Alengarbe" (Loja Alengarbe) br. 24, Albufeira[15]
- Loža "Kralj Salomon" (Loja Rei Salomão) br. 25 – nosi naziv po Salomonu, trećem kralju Izraela i Židova prema Bibliji.
- Loža "Portus Calle" (Loja Portus Calle) br. 26 – nosi naziv po galicijskom gradu Portus Calle pored današnjeg grada Vila Nova de Gaia.
- Loža "Novo svjetlo" (Loja Nova Luz) br. 27
- Loža "Gualdim Pais" (Loja Gualdim Pais) br. 28 – nosi naziv po vitezu templaru Gualdimu Paisu, osnivaču grada Tomara.
- Loža "Jeruzalem" (Loja Jerusalém) br. 30 – nosi naziv po Jeruzalem, glavnom gradu Izraela.
- Loža "Aristides de Sousa Mendes" (Loja Aristides de Sousa Mendes) br. 32 – nosi naziv po Aristidesu de Sousa Mendesu, konzulu tijekom Drugog svjetskog rata.
- Loža "Santiago" (Loja Santiago) br. 33
- Loža "Akacija" (Loja Acácia) br. 34 – nosi naziv po biljci akacija.
- Loža "Merkur" (Loja Mercúrio) br. 35 – nosi naziv po Merkuru, bogu trgovine i putovanja u rimskoj mitologiji.
- Loža "Miramar" (Loja Miramar) br. 36 – nosi naziv po plaži Miramar na području grada Vila Nova de Gaia.
- Loža "Norton de Matos" (Loja Norton de Matos) br. 37 – nosi naziv po političaru i generalu Joséu Nortonu de Matosu.
- Loža "Biskup Alves Martins" (Loja Bispo Alves Martins) br. 38 – nosi naziv po biskupu Antóniu Alvesu Martinsu, profesoru i političaru.
- Loža "Sastanak" (Loja Encontro) br. 39
- Loža "Meštar Lima de Freitas" (Loja Mestre Lima de Freitas) br. 40 – nosi naziv po slikaru i masonu Limi de Freitasu.
- Loža "Harmonija" (Loja Harmonia) br. 41
- Loža "Meštar Hiram" (Loja Mestre Hiram) br. 42 – nosi naziv po Hiramu Abifu.
- Loža "Vasco da Gama" (Loja Vasco da Gama) br. 43 – nosi naziv po pomorcu i istraživaču Vascu da Gami.
- Loža "Pedro Álvares Cabral" (Loja Pedro Álvares Cabral) br. 44 – nosi naziv po pomorcu i istraživaču Pedru Álvaresu Cabralu.
- Loža "Kralj Eduard" (Loja King Edward) br. 45 – nosi naziv po engleskom kralju Eduard.
- Loža "Excalibur" (Loja Excalibur) br. 46 – nosi naziv po Excaliburu, mitskom maču britanskog kralja Arthura.
- Loža "Conímbriga" (Loja Conímbriga) br. 47 – nosi naziv po Conímbrigu, jednom od najvećih rimskih naselja iskopanih u Portugalu, pored grada Condeixa-a-Nova.
- Loža "Pisani Burnay" (Loja Pisani Burnay) br. 48 – ova istraživačka loža nosi naziv po masonu Joséu Eduardu Pisani Burnayu, prvom velikom zapovjedniku Velikog vijeća za Portugal.
- Loža "Wolfgang Amadeus Mozart" (Loja Wolfgang Amadeus Mozart) br. 49 – nosi naziv po austrijskom skladatelju i masonu Wolfgangu Amadeusu Mozartu.
- Loža "Camelot" (Loja Camelot) br. 50 – nosi naziv po Camelotu, mitskom dvorcu britanskog kralja Arthura.
- Loža "Astrolab" (Loja Astrolábio) br. 51 – nosi naziv po astrolabu, povijesnom astronomskom instrumentu za mjerenje kutova.
- Loža "Teixeira de Pascoaes" (Loja Teixeira de Pascoaes) br. 52 – nosi naziv po pseudonimu pjesnika Joaquima Pereiraa Teixeire de Vasconcelosa.
- Loža "Princ Henrik" (Loja Infante D. Henrique) br. 53 – nosi naziv po princu Henriku Pomorcu, sinu kralja Ivana I.
- Loža "Žilavost" (Loja Tenacidade) br. 54 – ova instrukcijska loža svih obreda nosi naziv po žilavosti.
- Loža "Castrum Libertas" (Loja Castrum Libertas) br. 55
- Loža "Soliditas" (Loja Soliditas) br. 56 – nosi naziv po latinskoj riječi za čvrstoću.
- Loža "Strogost" (Loja Rigor) br. 57
- Loža "Kraljevska zvijezda" (Loja Estrela Real) br. 58
- Loža "Novi Avalon" (Loja Nova Avalon) br. 59 – nosi naziv po Avalonu, mitskom otok iz legende o kralju Arthuru.
- Loža "Ljubav i pravda" (Loja Amor e Justiça) br. 60 – nosi naziv po ljubavi i pravdi.
- Loža "Kanonik Manuel das Neves" (Loja Cónego Manuel das Neves) br. 61 – nosi naziv po katoličkom monsinjoru Manuelu das Nevesu, jednoj od prvih najvažnijih osoba u Angolskom ratu za nezavisnost.
- Loža "Ervedal" (Loja Ervedal) br. 63 – nosi naziv po istoimenom naselju.
- Loža "Almeida Garrett" (Loja Almeida Garrett) br. 64 – nosi naziv po književniku, političaru i plemiću Almeidi Garrettu.
- Loža "Pitagora" (Loja Pitágoras) br. 65 – nosi naziv po starogrčkom matematičaru Pitagori.
- Loža "Regina" (Loja Regina) br. 66 – nosi naziv po Regini, kršćanskoj svetici iz 3. stoljeća.
- Loža "Opat Correia da Serra" (Loja Abade Correia da Serra) br. 69 – nosi naziv po opatu Joséu Correi da Serri, polihistoru i političaru.
- Loža "Camilo Castelo Branco" (Loja Camilo Castelo Branco) br. 70 – nosi naziv po piscu i masonu Camiliju Castelu Brancu.
- Loža "João Gonçalves Zarco" (Loja João Gonçalves Zarco) br. 71 – nosi naziv po istraživaču Joãou Gonçalvesu Zarcou, utemeljitelju Madeire.

Lože koje rade izvan Portugala su:
- Loža nepoznatoga imena u Bissau.
- Loža nepoznatoga imena na Zelenortskim Otocima
- Loža nepoznatoga imena na Zelenortskim Otocima
- Loža nepoznatoga imena u Svetom Tomi i Principu
- Loža nepoznatoga imena u Istočnom Timoru
- Loža nepoznatoga imena u Makau

U okviru ove velike lože radile su lože nepoznatih imena s brojevima 13, 23, 29, 31, 62, 67 i 68.

### Uprava
Legalnom/Regularnom velikom ložom Portugala upravlja veliki majstor (port. Grão-Mestre) koji se bira na trogodišnje razdoblje. Dosadašnji veliki majstori su:
1. Fernando Teixeira (1991. – 1996.)
2. Luis Nandin de Carvalho (1996. – 2001.)
3. José Manuel Morais Anes (2001. – 2004.)
4. Alberto Trovão do Rosário (2004. – 2007.)
5. Mário Martin Guia (2007. – 2010.)
6. José Francisco Moreno (2010. – 2014.)
7. Júlio Meirinhos (2014. – 2018.)
8. Armindo Azevedo (2018. – 2023.)[18]
9. Paulo Rola (od 2023.)

### Međunarodna suradnja
Legalna/Regularna velika loža Portugala sudjeluje u radu Svjetske konferencije regularnih masonskih velikih loža, kao i Međuameričke masonske konfederacije. Također, potpisala je povelje o prijateljstvu i međusobnom priznavanju s gotovo 200 regularnih velikih loža.

### Obredi
Legalna/Regularna velika loža Portugala uupravlja simboličkim stupnjevima plave lože (učenik, pomoćnik i majstor) i delegira upravljanje visokim stupnjevima na dodatna tijela i redove. Obredi koji se rade u plavoj loži su:
- Škotski obred (samo prva tri stupnja);
- Ispravljeni škotski obred (samo prva tri stupnja);
- Emulacijski obred;
- Yorčki obred (samo prva tri stupnja);
- Adonhiramitski obred (samo prva tri stupnja).

## Pridružena tijela i redovi
Upravljanje visokim masonskim stupnjevima ova velika loža provodi kroz pridružena tijela i redove od kojih svaki predstavlja jedan obred a na temelju potpisanih konkordata.
- Vrhovno vijeće za Portugal 33. i posljednjeg stupnja Drevnog i prihvaćenog škotskog obreda (Supremo Conselho para Portugal do 33º e Último Grau do Rito Escocês Antigo e Aceite) – nadležno za rad Drevnog i prihvaćenog škotskog obreda.[22]
- Yorčki red djeluje kroz tri primarna tijela:
  - Vrhovni veliki kapitel slobodnih zidara kraljevskog luka Portugala (Supremo Grande Capítulo do Arco Real de Portugal) – nadležan za rad Kraljevskog luka,[23]
  - Veliki koncil kraljevskih i odabranih majstora Portugala (Grande Conselho de Mestres Reais e Escolhidos de Portugal) – nadležan za rad Kripte.[24]
  - Veliko zapovjedništvo vitezova templara Portugala (Grande Comenda de Cavaleiros Templários de Portugal) – nadležan za rad Vitezova templara.[25]
- Neovisni veliki priorat Portugala (Grande Priorado Independente da Lusitânia) – nadležan za rad Ispravljenog škotskog obreda.
- Izvrsno vijeće adonhiramitskog slobodnog zidarstva za Portugal (Excelso Conselho da Maçonaria Adonhiramita para Portugal)  – nadležno za rad Adonhiramitskog obreda.[26]
- Rozenkrojcersko društvo Portugala (Sociedade Rosacruz na Lusitânia; lat. Societas Rosicruciana in Lusitania) – nadležno za rad Rozenkrojcerskog društva.[27]
- Pridružena tijela i redovi koji imaju svoje jedinice u Portugalu:
  -  Velika imperijalna konklava za Francusku Slobodnozidarskog i vojnog reda crvenog križa cara Konstatina i redova svetog Groba i svetog Ivana Evanđelista (Grande Conclave Imperial para a França da Ordem Maçónica e Militar da Cruz Vermelha de Constantino e das Ordens do Santo Sepulcro e de São João Evangelista; fran. Grand Conclave Impérial pour la France de l'Ordre Maçonnique et Militaire de la Croix Rouge de Constantin et des Ordres du Saint-Sépulcre et de Saint Jean l'Evangéliste) – nadležna za rad reda Crvenog križa cara Konstatina.
  -  Veliki kolegij Amerike za Svećenike vitezove templare Svetog kraljevskog luka (engl. Grand College of America for Holy Royal Arch Knight Templar Priests) – nadležan za rad Svećenika vitezova templara Svetog kraljevskog luka.[28]

### Škotski red
Vrhovno vijeće za Portugal je član Europske konfederacije vrhovnih vijeća (engl. European Confederation of Supreme Councils).

### Yorčki red
Veliki kapitel slobodnih zidara kraljevskog luka Portugala je osnovan 1994. godine. Član je Međunarodnog generalnog velikog kapitela slobodnih zidara kraljevskog luka.
Veliki koncil kraljevskih i izabranih majstora Portugala je član Međunarodnog Glavnog velikog koncila slobodnih zidara kripte.

## Vanjske poveznice
- Službena stranica